# Julio Echeverry
Julio Cesar Echeverry (* 19. Oktober 1957) ist ein ehemaliger kolumbianischer Radrennfahrer.

## Sportliche Laufbahn
Echeverry war im Bahnradsportler aktiv. Er war Teilnehmer der Olympischen Sommerspiele 1976 in Montreal. Im Sprint schied er im Vorlauf aus.
Bei den Panamerikanischen Spielen 1976 wurde er beim Sieg von Leslie Rawlins Dritter im Sprint. Bei den Zentralamerika- und Karibikspielen 1978 gewann beim Sieg von David Weller die Bronzemedaille im Sprint.